# Rake (série télévisée, 2010)
Pour les articles homonymes, voir Rake (homonymie).
Cet article concerne la série télévisée de 2010. Pour la série télévisée de 2014, voir Rake.
Rake est une série télévisée australienne en quarante épisodes de 60 minutes créée par Peter Duncan, Richard Roxburgh et Charles Waterstreet diffusée entre le 4 novembre 2010 et le 7 octobre 2018 sur ABC1.
En France, elle est diffusée en VOSTFr depuis 2014 sur Sundance Channel. Elle reste inédite dans les autres pays francophones.

## Distribution

### Acteurs principaux
- Richard Roxburgh : Cleaver Greene
- Matt Day (en) : David « Sorry » Potter
- Russell Dykstra (en) : Barney Meagher
- Danielle Cormack : Scarlet Meagher
- Caroline Brazier (en) : Wendy Greene
- Adrienne Pickering : Melissa « Missy » Partridge

### Sources
- (en) Cet article est partiellement ou en totalité issu de l’article de Wikipédia en anglais intitulé « Rake (Australian TV series) » (voir la liste des auteurs).